# Arie Meerburg
Arie Herman Meerburg (Leiderdorp, 15 januari 1946 – aldaar, 30 augustus 2021) was een Nederlands politicus van het CDA.

## Levensloop
Na in Leiden de hbs te hebben doorlopen, ging hij politicologie studeren aan de Vrije Universiteit Amsterdam. Later koos hij in plaats van politicologie voor economie waarna hij MO-actes voor staathuishoudkunde en statistiek heeft behaald. Daarna ging hij als docent economie lesgeven op scholen in Delft, Rijswijk en later in Leiden. Daarnaast was hij in navolging van zijn vader C. Meerburg, die van 1958 tot 1974 wethouder was in Leiderdorp, ook actief in de plaatselijke politiek. Zo was hij afdelingssecretaris van de ARP en is hij acht jaar in Leiderdorp burgerlid geweest waarbij hij deel uitmaakte van de commissie bestuurszaken. In 1978 werd Meerburg verkozen in de gemeenteraad. Drie maanden later overleed de Leiderdorpse wethouder Cor Gordijn waarna Meerburg hem opvolgde. In september 1986 volgde zijn benoeming tot burgemeester van Alkemade. Die functie heeft hij ruim 22 jaar uitgeoefend tot Alkemade op 1 januari 2009 opging in de nieuwe gemeente Kaag en Braassem.
Meerburg overleed op 75-jarige leeftijd.